# X.690
X.690 — один из стандартов ASN.1, совместно разработанных Международной организацией по стандартизации (ИСО), Международной электротехнической комиссией (МЭК) и Сектором стандартизации электросвязи Международного союза электросвязи (МСЭ-Т) для удобства представления данных при их передаче в телекоммуникационных сетях. Правила кодирования, описанные в X.690, служат для представления структур данных, описанных по правилам ASN.1, в виде последовательностей восьмибитных байтов (октетов). Такие последовательности удобнее передавать по линиям связи или сохранять в файлы, чем делать те же операции с самими структурами.
Стандарт X.690 описывает следующие правила кодирования структур данных, созданных в соответствии с ASN.1:
- BER (от англ. Basic Encoding Rules — «базовые правила кодирования»);
- CER (от англ. Canonical Encoding Rules — «канонические правила кодирования»);
- DER (от англ. Distinguished Encoding Rules — «особые правила кодирования»).

## История
В 1984 году Международный консультативный комитет по телеграфии и телефонии (МККТТ) (ныне — МСЭ-Т) разработал серию стандартов X.400, в числе которых был и стандарт X.409, который (ввиду активного использования) в 1988 году был выделен МККТТ совместно с ИСО и МЭК в два отдельных стандарта: X.208, описывающий ASN.1, и X.209, описывающий правила BER. В 1994 году ASN.1 был переработан, и серия стандартов X.208 перешла в серию X.680, а на смену стандарту X.209 пришёл X.690.

## Basic Encoding Rules
Базовые правила кодирования или BER — набор правил, объясняющий, как представить любую структуру данных, описанную согласно ASN.1, в виде последовательности октетов.
Для того, чтобы различные типы данных можно было описывать схожим образом, в X.690 была определена общая структура блока закодированных данных, состоящая из следующих трёх частей:
- Идентификатор — один или несколько октетов, в которых содержится информация о типе закодированных данных;
- Часть, содержащая информацию о длине блока — один или несколько октетов, в которых содержится информация о длине закодированных данных;
- Часть, содержащая закодированные данные.

### Идентификатор
Формат идентификатора строго фиксирован.
| 8     | 7     | 6   | 5   | 4   | 3   | 2   | 1   |
| ----- | ----- | --- | --- | --- | --- | --- | --- |
| Класс | Класс | Тип | Тег | Тег | Тег | Тег | Тег |

Биты 8 и 7 определяют класс данных.
| Класс                | Бит 8 | Бит 7 | Описание класса                                                                      |
| -------------------- | ----- | ----- | ------------------------------------------------------------------------------------ |
| Универсальный        | 0     | 0     | типы, которые определены только в X.690 и имеют одинаковый смысл во всех приложениях |
| Прикладной           | 0     | 1     | типы, смысл которых меняется в зависимости от приложения                             |
| Контекстно-зависимый | 1     | 0     | типы, смысл которых зависит от данного составного типа                               |
| Частный              | 1     | 1     | типы, смысл которых зависит от конкретной организации                                |

Бит 6 определяет, являются ли данные простыми (например, INTEGER) или могут содержать в себе другие различные наборы данных (например, SET). При этом при кодировании в первом случае говорят о примитивном кодировании, а во втором — о конструктивном.
| Тип данных | Бит 6 |
| ---------- | ----- |
| Простой    | 0     |
| Составной  | 1     |

Биты 5—1 определяют тег данных.
| Тип данных             | Тег      | Тег      |
| Тип данных             | 10 с. с. | 16 с. с. |
| ---------------------- | -------- | -------- |
| EOC (End-of-Content)   | 0        | 0        |
| BOOLEAN                | 1        | 1        |
| INTEGER                | 2        | 2        |
| BIT STRING             | 3        | 3        |
| OCTET STRING           | 4        | 4        |
| NULL                   | 5        | 5        |
| OBJECT IDENTIFIER      | 6        | 6        |
| Object Descriptor      | 7        | 7        |
| EXTERNAL               | 8        | 8        |
| REAL                   | 9        | 9        |
| ENUMERATED             | 10       | A        |
| EMBEDDED PDV           | 11       | B        |
| UTF8String             | 12       | C        |
| RELATIVE-OID           | 13       | D        |
| (reserved)             | 14       | E        |
| (reserved)             | 15       | F        |
| SEQUENCE и SEQUENCE OF | 16       | 10       |
| SET и SET OF           | 17       | 11       |
| NumericString          | 18       | 12       |
| PrintableString        | 19       | 13       |
| T61String              | 20       | 14       |
| VideotexString         | 21       | 15       |
| IA5String              | 22       | 16       |
| UTCTime                | 23       | 17       |
| GeneralizedTime        | 24       | 18       |
| GraphicString          | 25       | 19       |
| VisibleString          | 26       | 1A       |
| GeneralString          | 27       | 1B       |
| UniversalString        | 28       | 1C       |
| CHARACTER STRING       | 29       | 1D       |
| BMPString              | 30       | 1E       |
| (длинная форма)        | 31       | 1F       |

В случае, если класс данных не определён в ASN.1, то тег может быть больше 30. В таком случае используют несколько октетов для представления идентификатора. При этом биты 5—1 первого октета имеют значение 111112, а следующие октеты кодируются следующим образом:
- Бит 8 во всех октетах, кроме последнего, равен 1; в последнем октете бит 8 равен 0;
- Биты с 1 по 7 этих октетов содержат биты тега в его двоичном представлении.

### Октеты длины закодированных данных
В случае, если длина блока закодированных данных заранее известна, октеты длины кодируются следующим образом:
Если эта длина не превышает 127 октетов, то она просто записывается в соответствующий октет длины. Такая форма представления октетов длины называется короткой (англ. short form).
```
Пример:
  длина блока данных 
L
:
         
L
 = 34
10
 (00100010
2
)
         будет закодирована в виде:
         22
16
 (00100010
2
)
```

Если длина блока закодированных данных больше 127 октетов, то:
- в биты второго и последующих октетов записывается значение длины блока закодированных данных в её (длины) двоичном представлении в порядке от старшего к младшему;
- в первый октет записывается количество дополнительных блоков длины, считая со второго; бит 8 первого октета устанавливается в 1.

Такая форма представления октетов длины называется длинной (англ. long form).
```
Пример
:  длина блока данных 
L
:
         
L
 = 2614
10
 (00001010
2
 00110110
2
)
         будет закодирована в виде:
         82
16
 0A
16
 36
16
 (10000010
2
 00001010
2
 00110110
2
)
```

Если же длина блока закодированных данных на момент кодирования длины неизвестна, то в октет длины записывается значение 0x80, что указывает на кодирование с неопределённой длиной (англ. indefinite form). В этом случае в конце блока закодированных данных должны стоять октеты 0x00 0x00, явно указывающие на его завершение. Кодирование с неопределённой длиной разрешено только для конструктивных типов данных; два нулевых октета в конце соответствуют ASN.1-типу данных с тегом 0 (EOC) и длиной 0.

### Кодирование структур различных типов
Кодирование различных типов данных детально описано в тексте стандарта.

#### Неоднозначность кодирования
В зависимости от структуры и преследуемых при кодировании целей кодирование одних и тех же данных может существенно различаться.
Так, BER-кодирование значения TRUE типа BOOLEAN может иметь как вид:
```
01 01 01 
```

так и вид:
```
01 01 0F
```

Результат кодирования типа SET может быть различным в зависимости от того, в каком порядке мы кодируем «вложенные» типы данных:
если
```
set::= SET {int, float}
int::= INTEGER
float::= REAL 
```

то для
```
set {-128, 0.15625}
```

результат кодирования по правилам BER может быть таким:
```
31 08 02 01 80 09 03 80 FB 05
```

или таким:
```
31 08 09 03 80 FB 05 02 01 80
```

В зависимости от того, примитивное или конструктивное кодирование используется, его результат может также различаться. Так, для значения Test User 1 типа STRING при примитивном кодировании результат будет иметь вид:
```
13 0B 54 65 73 74 20 55 73 65 72 20 31
```

при конструктивном:
```
33 0F 13 05 54 65 73 74 20 13 06 55 73 65 72 20 31
```

## DER и CER
Для однозначного кодирования данных используются правила кодирования DER и CER.

### Distinguished Encoding Rules
Особые правила кодирования или DER совпадают с BER с учётом выполнения следующих ограничений:
1. Для кодирования данных с известной длиной количество октетов длины должно быть наименьшим;
2. Кодирование простых типов данных (в том числе STRING, OCTET STRING и BIT ARRAY) всегда примитивное;
3. Для типа SET кодирование вложенных типов должно происходить в порядке следования их тегов (согласно ASN.1).

### Canonical Encoding Rules
Канонические правила кодирования или CER совпадают с BER с учётом выполнения следующих ограничений:
1. Для составных типов данных должно применяться кодирование с неизвестной длиной;
2. Для примитивного кодирования количество октетов длины должно быть наименьшим;
3. Для типа SET кодирование вложенных типов должно происходить в порядке следования их тегов (согласно ASN.1).

## Сравнение BER, DER и CER
BER предлагает пользователю различные пути для кодирования одних и тех же данных, причём предполагается, что система, которая поддерживает стандарты ASN.1, может корректно их декодировать вне зависимости от представления, в то время как DER и CER поддерживают только конкретный вариант кодирования для каждого типа. Это различие проявляется в быстродействии кодирования данных: согласно исследованиям, если при кодировании используется строго определённый формат данных, то системе требуется для этого намного меньше операций. Проще говоря, DER и CER обеспечивают много большее быстродействие, чем BER.
Основное же отличие DER от CER заключается в том, что в DER используется кодирование данных с известной длиной, а в CER в некоторых случаях (например, при кодировании данных типа STRING длиной более 1000 символов) используется кодирование с неизвестной заранее длиной. Это отличие выражается в количестве блоков, необходимых для кодирования длины зашифрованных данных. Так, для определения длины блока закодированных данных при кодировании с неизвестной длиной требуется всего 3 октета, в то время как для больших сообщений при DER кодировании их количество может достигать 32 октетов. То есть целесообразно использовать DER при кодировании небольших по размеру данных, а CER — для больших.

## Сравнение X.690 и X.209

### Общее
Переход от стандартов X.208 и X.209 к X.680—X.683 и X.690 был обусловлен необходимостью исправления ошибок, выявленных в процессе использования протоколов, работающих с ASN.1. В связи с этим при переходе от одних стандартов к другим была обеспечена их полная совместимость. В частности, при получении одним пользователем от другого структуры, закодированной по правилам BER, зачастую невозможно с определённостью сказать, какой из стандартов тот использовал при кодировании.

### Различия
- Для новых типов данных (например, RELATIVE-OID) добавлены правила кодирования;
- Для типов данных, правила описания которых изменились, изменились и правила кодирования (но результат кодирования одной и той же структуры данных одинаков как при использовании X.209, так и при использовании X.690)[11].

## Применение
BER, DER и CER активно применяют в различных протоколах передачи данных и в криптографических протоколах, например:
- SNMP и LDAP[12];
- PKCS #7 (для кодирования сообщений)[13];
- X.509 (для хранения сертификатов)[14];
- EMV (для кодирования данных хранимых на карте);
- Kerberos.

## Другие стандарты кодирования
Несмотря на простоту в кодировании данных, многие считают BER, DER и CER неэффективными по сравнению с другими правилами кодирования, так как, во-первых, размер результата кодирования данных при помощи BER зачастую получается больше, чем при использовании его альтернатив, а, во-вторых, само кодирование занимает несколько больше времени.
Такими схемами кодирования данных, разработанными для улучшения BER, являются Packed Encoding Rules (PER), XML Encoding Rules (XER) и ASN.1 SOAP, описанные, соответственно, в МСЭ-Т X.691, X.693 и в X.892.